# ビクトリア郡区 (アイオワ州カス郡)
ビクトリア郡区は、アメリカ合衆国、アイオワ州、カス郡にある16の郡区の一つである。2000年の国勢調査で、人口は173人だった。

## 地理
ビクトリア郡区は、91.6平方キロメートル（35.37平方マイル)で、組み込まれた自治体(incorporated settlements)はない。
アメリカ地質調査所によると、この郡区はVictoriaの1つの霊園が含まれる。